# Katharina Sykora
Katharina Sykora (* 1955 in Bonn) ist eine deutsche Kunsthistorikerin und Professorin für Kunstgeschichte mit den Schwerpunkten Malerei, Fotografie und Film sowie Geschlechterforschung. Sie ist außerdem als Ausstellungskuratorin tätig.

## Leben
Nach einem Studium der Kunstgeschichte, Romanistik und Pädagogik an den Universitäten Würzburg und Heidelberg wurde Katharina Sykora 1983 mit der Arbeit Das Phänomen des Seriellen in der Kunst promoviert. Im Anschluss belegte Sykora von 1983 bis 1985 ein Aufbaustudium Filmwissenschaft an der Johann Wolfgang Goethe-Universität Frankfurt am Main.
Sykora war als wissenschaftliche Mitarbeiterin im Feministischen Archiv und Dokumentationszentrum Frankfurt am Main (FAD) und an der Kunsthalle Mannheim tätig. Sie nahm überdies Lehraufträge an den Universitäten in Frankfurt am Main, Heidelberg, Marburg, Trier und Zürich wahr. 1994 wurde Sykora auf die Professur für Mittlere und Neuere Kunstgeschichte mit dem Schwerpunkt Geschlechterforschung an die Ruhr-Universität Bochum berufen. Von 2001 bis 2018 war sie als Professorin für Kunstgeschichte des 19. und 20. Jahrhunderts an der Hochschule für Bildende Künste Braunschweig tätig. Dort war sie von 2013 bis 2018 Erste Sprecherin des DFG-Graduiertenkollegs „Das fotografische Dispositiv“. 2018 wurde sie emeritiert. 2004 war sie Gastprofessorin an der Indiana University Bloomington, USA. 2019 erhielt sie einen Ruf als Distinguished Harris Professor an das Dartmouth College, USA.

## Auszeichnungen
- 2007 und 2008: Forschungsförderung Opus Magnum (Pro Geisteswissenschaft) der Volkswagenstiftung für das Publikationsprojekt „Die Tode der Fotografie“.[3]
- 2008: Research Resident am Rockefeller Center Bellagio, Italien.[4]
- 2011: Ruf als Senior Fellow an das Internationale Forschungszentrum Kulturwissenschaften in Wien.
- 2020: Fellow am Thomas Mann House in Pacific Palisades/Los Angeles, USA.[5]
- 2021: Wissenschaftspreis der Aby-Warburg-Stiftung Hamburg.[6]

## Veröffentlichungen (Auswahl)
Monographien
- Das Phänomen des Seriellen in der Kunst. Aspekte einer künstlerischen Methode von Monet bis zur amerikanischen Pop Art. Königshausen und Neumann, Würzburg 1983. ISBN 3-88479-118-4
- Weiblichkeit – Großstadt – Moderne. Die Straßenbilder Ernst Ludwig Kirchners. Museumspädagogischer Dienst, Berlin 1996. ISBN 3-930929-05-8
- Unheimliche Paarungen. Androidenfaszination und Geschlecht in der Fotografie. Verlag der Buchhandlung Walther König, Köln 1999. ISBN 978-3-88375-364-5.
- As You Desire Me. Das Bildnis im Film. Verlag der Buchhandlung Walther König, Köln 2003. ISBN 978-3-88375-716-2.
- Die Tode der Fotografie. Band 1: Totenfotografie und ihr sozialer Gebrauch. Wilhelm Fink Verlag, München 2009. ISBN 978-3-7705-4915-3
- Figurenspiele. Texte zum Film. Schüren Verlag, Marburg 2013. ISBN 978-3-89472-866-3
- Die Tode der Fotografie. Band 2: Tod, Theorie und Fotokunst. Wilhelm Fink Verlag, Paderborn 2015. ISBN 978-3-7705-4916-0
- Willy Maywald. Fotograf und Kosmopolit. Porträts, Mode, Reportagen. Kerber Verlag, Bielefeld 2015. ISBN 978-3-7356-0072-1
- Überfliegen. Figuren erratischer Wahrnehmung. Wallstein Verlag, Göttingen 2021. ISBN 978-3-8353-9137-6

Als Herausgeberin
- mit Annette Dorgerloh, Ada Raev, Doris Noell-Rumpeltes: Die „Neue Frau“. Eine Herausforderung für die Bildmedien der Weimarer Republik. Jonas Verlag, Marburg 1993.
- mit Pia Müller-Tamm: Puppen – Körper – Automaten. Phantasmen der Moderne. Oktogon, Köln 1999, ISBN 978-3-89611-073-2.
- mit Birgit Käufer und Alexandra Karentzos: Körperproduktionen. Zur Artifizialität der Geschlechter. Jonas Verlag, Marburg 2002. ISBN 978-3-89445-295-7.
- mit Martin Hellmold, Sabine Kampmann und Ralph Lindner: Was ist ein Künstler? Das Subjekt der modernen Kunst. Wilhelm Fink Verlag, München 2003. ISBN 978-3-7705-3791-4.
- Ein Bild von einem Mann. Ludwig II. (Bayern). Konstruktion und Rezeption eines Mythos. Campus Verlag, Frankfurt am Main/New York 2004. ISBN 978-3-593-37479-6.
- mit Ludger Derenthal und Esther Ruelfs: Fotografische Leidenschaften. Jonas Verlag, Marburg 2006, ISBN 978-3-89445-377-0.
- mit Anna Leibbrandt: Roland Barthes Revisited. 30 Jahre Die helle Kammer. Salon-Verlag, Köln 2012, ISBN 978-3-89770-408-4.
- Vis à Vis. Ulrike Ottinger. Porträt/Sammlung. Selbstverlag, Berlin 2012.
- mit Ulla Fischer-Westhauser, Uwe Schögl: Migration as Agitation – The Photographic Beyond the Image In: PhotoResearcher 26/2016. ISSN 0958-2606.
- mit Kristin Schrader, Dietmar Kohler, Natascha Pohlmann, Daniel Bühler: Valenzen fotografischen Zeigens, Jonas Verlag, Kromsdorf/Weimar 2016. ISBN 978-3-89445-527-9

## Tätigkeit als Ausstellungskuratorin
- Puppen Körper Automaten. Phantasmen der Moderne. Kunstsammlung Nordrhein-Westfalen, Düsseldorf 1999. (Co-Kuratorin)
- Henri Matisse. Figur, Farbe, Raum. Kunstsammlung Nordrhein-Westfalen, Düsseldorf 2005. (Konzeptionelle Mitarbeit)
- Vis à Vis. Ulrike Ottinger. Porträt/Sammlung. Das verborgene Museum, Berlin 2012. (Konzept und Co-Kuratorin)
- Willy Maywald. Fotograf und Kosmopolit. Porträts, Mode, Reportagen. Museum für Fotografie, Berlin.(Konzept und Co-Kuratorin)